# Natação no Campeonato Europeu de Esportes Aquáticos de 2018 - 4x100 m livre feminino
A prova do revezamento 4x100 metros livre feminino da natação no Campeonato Europeu de Esportes Aquáticos de 2018 ocorreu no dia 3 de agosto no Tollcross International Swimming Centre, em Glasgow no Reino Unido. 

## Calendário
| Fase          | Data        | Hora  |
| ------------- | ----------- | ----- |
| Eliminatórias | 3 de agosto | 11:01 |
| Final         | 3 de agosto | 18:01 |

Todos os horários estão no horário local (UTC+0)

## Recordes
Antes desta competição, os recordes eram os seguintes:
|                       | Nacionalidade | Tempo   | Local      | Data                |
| --------------------- | ------------- | ------- | ---------- | ------------------- |
| Recorde mundial       | Austrália     | 3:30.05 | Gold Coast | 5 de abril de 2018  |
| Recorde europeu       | Países Baixos | 3:31.72 | Roma       | 26 de julho de 2009 |
| Recorde do campeonato | Países Baixos | 3:33.62 | Eindhoven  | 18 de março de 2008 |

## Medalhistas
| Ouro | Prata                                                                                                 | Bronze                                                                                     |
| França · Marie Wattel · Charlotte Bonnet · Margaux Fabre · Béryl Gastaldello · Anouchka Martin* · Assia Touati* | Países Baixos · Kim Busch · Femke Heemskerk · Kira Toussaint · Ranomi Kromowidjojo · Marjolein Delno* | Dinamarca · Pernille Blume · Signe Bro · Julie Kepp Jensen · Mie Nielsen · Emily Gantriis* |

*Atletas que competiram apenas nas baterias e receberam medalhas

## Resultados

### Eliminatórias
Esses foram os resultados das eliminatórias. 
| Pos. | Bateria | Raia | Nacionalidade | Nadadoras | Tempo   | Notas |
| ---- | ------- | ---- | ------------- | --- | ------- | ----- |
| 1    | 2       | 6    | Países Baixos | Kim Busch (55.42) Kira Toussaint (54.93) Marjolein Delno (55.17) Femke Heemskerk (52.78)                       | 3:38.30 | Q     |
| 2    | 2       | 3    | Itália        | Giada Galizi (55.37) Federica Pellegrini (53.73) Laura Letrari (54.65) Erika Ferraioli (54.89)                 | 3:38.64 | Q     |
| 3    | 1       | 3    | França        | Béryl Gastaldello (54.70) Margaux Fabre (54.55) Anouchka Martin (55.33) Assia Touati (54.55)                   | 3:39.13 | Q     |
| 4    | 2       | 5    | Rússia        | Arina Openysheva (54.90) Rozaliya Nasretdinova (54.91) Valeriya Salamatina (54.87) Viktoriya Andreyeva (54.80) | 3:39.48 | Q     |
| 5    | 1       | 5    | Suíça         | Maria Ugolkova (54.81) Alexandra Touretski (55.29) Nina Kost (55.01) Noémi Girardet (54.89)                    | 3:40.00 | Q     |
| 6    | 1       | 7    | Alemanha      | Annika Bruhn (54.69) Reva Foos (54.53) Johanna Roas (54.99) Marie Pietruschka (55.84)                          | 3:40.05 | Q     |
| 7    | 2       | 4    | Reino Unido   | Lucy Hope (56.61) Anna Hopkin (54.55) Ellie Faulkner (55.46) Freya Anderson (53.56)                            | 3:40.18 | Q     |
| 8    | 1       | 6    | Dinamarca     | Mie Nielsen (55.44) Julie Kepp Jensen (55.29) Emily Gantriis (55.96) Signe Bro (54.59)                         | 3:41.28 | Q     |
| 8    | 2       | 1    | Polónia       | Katarzyna Wasick (55.18) Alicja Tchórz (55.09) Aleksandra Polańska (55.74) Anna Dowgiert (55.27)               | 3:41.28 | Q     |
| 10   | 2       | 2    | Suécia        | Louise Hansson (55.57) Ida Lindborg (55.73) Sara Junevik (56.49) Magdalena Kuras (55.38)                       | 3:43.17 |       |
| 11   | 1       | 1    | Israel        | Andrea Murez (55.12) Anastasia Gorbenko (55.25) Amit Ivry (57.33) Lea Polonsky (57.89)                         | 3:45.59 |       |
| 12   | 2       | 7    | Turquia       | Ekaterina Avramova (56.24) Selen Özbilen (56.43) Sezin Eligül (57.21) Zehra Duru Bilgin (58.56)                | 3:48.44 |       |
| 13   | 1       | 2    | Estónia       | Kertu Ly Alnek (56.73) Kertu Kaare (58.61) Margaret Markvardt (57.78) Aleksa Gold (56.55)                      | 3:49.67 |       |

### Final
Esse foi o resultado da final. 
| Pos.              | Raia | Nacionalidade | Nadadoras                                                                                               | Tempo   | Notas            |
| ----------------- | ---- | ------------- | --- | ------- | ---------------- |
| Medalha de ouro   | 3    | França        | Marie Wattel (54.35) Charlotte Bonnet (52.20) Margaux Fabre (54.41) Béryl Gastaldello (53.69)           | 3:34.65 |                  |
| Medalha de prata  | 4    | Países Baixos | Kim Busch (54.75) Femke Heemskerk (52.33) Kira Toussaint (54.47) Ranomi Kromowidjojo (53.22)            | 3:34.77 |                  |
| Medalha de bronze | 0    | Dinamarca     | Pernille Blume (52.83) Signe Bro (54.59) Julie Kepp Jensen (55.19) Mie Nielsen (54.42)                  | 3:37.03 | Recorde nacional |
| 4                 | 1    | Reino Unido   | Anna Hopkin (54.94) Siobhan-Marie O'Connor (54.15) Ellie Faulkner (54.95) Freya Anderson (53.22)        | 3:37.26 |                  |
| 5                 | 5    | Itália        | Giada Galizi (54.92) Erika Ferraioli (54.76) Laura Letrari (54.84) Federica Pellegrini (53.59)          | 3:38.11 |                  |
| 6                 | 6    | Rússia        | Maria Kameneva (54.19) Arina Openysheva (54.60) Valeriya Salamatina (55.08) Viktoriya Andreyeva (54.78) | 3:38.65 |                  |
| 7                 | 2    | Suíça         | Maria Ugolkova (54.86) Alexandra Touretski (54.64) Nina Kost (54.42) Noémi Girardet (54.93)             | 3:38.85 |                  |
| 8                 | 7    | Alemanha      | Annika Bruhn (54.57) Reva Foos (54.83) Johanna Roas (54.93) Marie Pietruschka (55.04)                   | 3:39.37 |                  |
| 9                 | 8    | Polónia       | Katarzyna Wasick (54.91) Alicja Tchórz (55.53) Aleksandra Polańska (55.60) Anna Dowgiert (54.90)        | 3:40.94 |                  |

Legenda
| Recorde mundial       | Recorde mundial (World record)               |                       | Recorde africano                      | Recorde africano (African) |                                           | Q | Classificado por posição (Qualified) |
| Recorde do campeonato | Recorde do campeonato (Championship record)  | Recorde da América    | Recorde da América (Americas)         | q                          | Classificado por melhor tempo (Qualified) |   |                                      |
| Melhor marca do ano   | Melhor marca do ano (World leading)          | Recorde asiático      | Recorde asiático (Asian)              | DNS                        | Não largou (Did not start)                |   |                                      |
| Recorde nacional      | Recorde nacional (National record)           | Recorde europeu       | Recorde europeu (European)            | DNF                        | Não terminou (Did not finish)             |   |                                      |
| Recorde pessoal       | Recorde pessoal do atleta (Personal best)    | Recorde da Oceania    | Recorde da Oceania (Oceania)          | DSQ / DQ                   | Desclassificado (Disqualified)            |   |                                      |
| Recorde da temporada  | Recorde da temporada do atleta (Season best) | Recorde sul-americano | Recorde sul-americano (South America) | NM                         | Sem marca (No mark)                       |   |                                      |